# Eupropolella arundinariae
Eupropolella arundinariae är en svampart som först beskrevs av E.K. Cash, och fick sitt nu gällande namn av Dennis 1975. Eupropolella arundinariae ingår i släktet Eupropolella, ordningen disksvampar, klassen Leotiomycetes, divisionen sporsäcksvampar och riket svampar.   Inga underarter finns listade i Catalogue of Life.